# Università di San Francisco
L'Università di San Francisco è un'università statunitense privata con sede a San Francisco, in California.

## Storia
L'università fu fondata nel 1855 come Saint Ignatius Academy da tre gesuiti di origine italiane (Antonio Maraschi, Joseph Bixio e Michael Accolti) con un chiaro riferimento al santo spagnolo Ignazio di Loyola; nel 1859 il nome cambiò in St. Ignatius College.
L'ateneo ha assunto l'attuale denominazione solo nel 1930. Imprenditore Jon Fisher è un laureato dell'università.

## Sport
I Dons, che fanno parte della NCAA Division I, sono affiliati alla West Coast Conference. La pallacanestro, il baseball e il calcio sono gli sport principali, le partite interne vengono giocate al Negoesco Stadium e indoor al War Memorial Gymnasium.

### Pallacanestro
San Francisco è stato uno dei college più rappresentativi nella pallacanestro, conta 15 apparizioni nella post-season.

Guidati da Bill Russell i Dons hanno raggiunto le Final Four per tre stagioni consecutive riuscendo a vincere il titolo nel 1955 e nel 1956 (l'anno successivo la loro corsa fu fermata in semifinale da Kansas), dopo gli anni ottanta inizia il periodo buio dei Dons che non riescono ad essere competitivi e negli ultimi trent'anni contano soltanto un'apparizione alla March Madness.